# Bartolovci
Bartolovci is een plaats in de gemeente Sibinj in de Kroatische provincie Brod-Posavina. De plaats telt 874 inwoners (2001).